# Ungarische Eiche
Die Ungarische Eiche (Quercus frainetto, Synonyme: Quercus conferta, Quercus pannonica) ist eine Laubbaum-Art aus der Familie der Buchengewächse (Fagaceae).

## Beschreibung

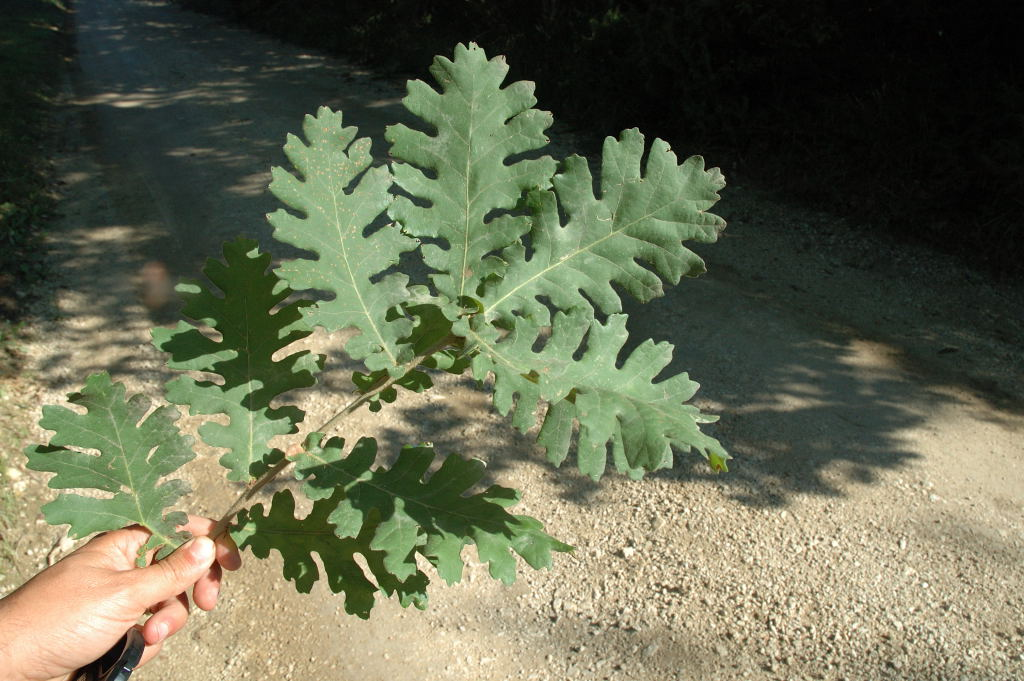
Laubblätter

Die Ungarische Eiche ist laubabwerfender Baum der bis zu 30 Meter hoch wächst, der anfangs eine eiförmige, später eher kugelige Krone bildet. Der Stammdurchmesser erreicht über 1 Meter. Die rissige bis furchige Borke ist gräulich bis bräunlich. Die Rinde junger Zweige ist zunächst weich behaart, später kahl. 
Die wechselständigen und kurz gestielten, meist stumpfen, ledrigen, großen Laubblätter sind länglich, elliptisch bis verkehrt-eiförmig. Sie sind 10 bis 23 cm lang, 4 bis 14 cm breit, geteilt bis zerschnitten mit sieben bis zehn, meist abgerundeten bis stumpfen, seltener spitzen, ganzen bis gelappten oder grob gezähnten Lappen auf jeder Seite, oberseitig grün, unten mehr grau. Die Basis ist meist leicht herzförmig bzw. geöhrt. Die behaarten Blattstiele sind bis zu 10 mm lang. 
Die Früchte (Eicheln) sitzen zu zweit bis viert zusammen, sind bis 2 cm lang und mindestens zu einem Drittel vom halbkugeligen Becher umgeben.
Die Chromosomenzahl beträgt 2n = 24.

## Verbreitung
Die Ungarische Eiche bevorzugt warme Lagen und kommt in Süd-Italien, auf dem Balkan und in Ungarn vor. In Mitteleuropa wird sie als Parkbaum verwendet.